# Тринидад и Тобаго на летних Олимпийских играх 2024

## Квалификация
| № п/п | Вид спорта      | Мужчины        | Мужчины                | Женщины        | Женщины                | Всего          | Всего                  |
| № п/п | Вид спорта      | Завоевано квот | Количество спортсменов | Завоевано квот | Количество спортсменов | Завоевано квот | Количество спортсменов |
| ----- | --------------- | -------------- | ---------------------- | -------------- | ---------------------- | -------------- | ---------------------- |
| 1     | Велоспорт       | 4              | 2                      |                |                        | 4              | 2                      |
| 2     | Лёгкая атлетика | 4              | 6                      | 4              | 6                      | 8              | 12                     |
| 3     | Плавание        | 2              | 1                      | 1              | 1                      | 3              | 2                      |
|       | ИТОГО           | 10             | 9                      | 5              | 7                      | 15             | 16                     |

## Состав команды
Велоспорт
 Трековый велоспорт
1. Николас Пол
2. Квеси Браун

 Лёгкая атлетика
1. Девин Огустин[англ.]
2. Джерим Ричардс
3. Ренни Кво
4. Джейден Марчен
5. Шаким Маккей
6. Кешорн Уолкотт

1. Мишель-Ли Ахье
2. Леа Бертран[англ.]
3. Акила Льюис
4. Соул Фредерик[англ.]
5. Сана Фредерик[англ.]
6. Портиус Уоррен[англ.]

 Плавание
1. Дилан Картер[англ.]
2. Зури Фергюсон[англ.]

## Велоспорт

### Велотрек
Тринидад и Тобаго в соответствии с олимпийским рейтингом UCI завоевали два места в мужском личном спринте и кейрине.
Спринт
| Спортсмен   | Дисциплина | Квалификация | Квалификация | Раунд 1              | Утеш. 1              | Раунд 2              | Утеш 2               | Раунд 3              | Утеш. 3                      | Четвертьфиналы       | Полуфиналы           | Финал / За 3 место   | Финал / За 3 место   |
| Спортсмен   | Дисциплина | Время        | Место        | Соперник Время       | Соперник Время       | Соперник Время       | Соперник Время       | Соперник Время       | Соперник Время               | Соперник Время       | Соперник Время       | Соперник Время       | Место                |
| ----------- | ---------- | ------------ | ------------ | -------------------- | -------------------- | -------------------- | -------------------- | -------------------- | ---------------------------- | -------------------- | -------------------- | -------------------- | -------------------- |
| Николас Пол | Мужчины    | 9,371        | 9 Q          | JPNЮта Обара В       | —                    | JPNКаия Ота В        | —                    | GBRДжек Карлин П     | JPNЮта Обара AUSЛи Хоффман П | завершил выступление | завершил выступление | завершил выступление | завершил выступление |
| Квеси Браун | Мужчины    | 9,773        | 26           | завершил выступление | завершил выступление | завершил выступление | завершил выступление | завершил выступление | завершил выступление         | завершил выступление | завершил выступление | завершил выступление | завершил выступление |

Кейрин
| Спортсмен   | Дисциплина | Раунд 1 | Утеш. | Четвертьфиналы       | Полуфиналы           | Финал                |
| Спортсмен   | Дисциплина | Место   | Место | Место                | Место                | Место                |
| ----------- | ---------- | ------- | ----- | -------------------- | -------------------- | -------------------- |
| Николас Пол | Мужчины    | 1 Q     | —     | 5                    | завершил выступление | завершил выступление |
| Квеси Браун | Мужчины    | 3 R     | DNF   | завершил выступление | завершил выступление | завершил выступление |

## Легкая атлетика
Легкоатлеты Тринидада и Тобаго выполнили нормативы для участия в Играх 2024 года, пройдя прямую квалификацию или по мировому рейтингу, в следующих соревнованиях (максимум по 3 спортсмена в каждом):
Беговые дисциплины
Мужчины
| Спортсмен                                            | Дисциплина            | Забеги    | Забеги | Утеш. забеги         | Утеш. забеги         | Полуфиналы           | Полуфиналы           | Финал                 | Финал                 |
| Спортсмен                                            | Дисциплина            | Результат | Место  | Результат            | Место                | Результат            | Место                | Результат             | Место                 |
| ---------------------------------------------------- | --------------------- | --------- | ------ | -------------------- | -------------------- | -------------------- | -------------------- | --------------------- | --------------------- |
| Девин Огустин                                        | 100 м                 | 10,31     | 5      | завершил выступление | завершил выступление | завершил выступление | завершил выступление | завершил выступление  | завершил выступление  |
| Джерим Ричардс                                       | 400 м                 | 44,31     | 2 Q    | —                    | —                    | 44,33                | 2 Q                  | 43,78                 | 4                     |
| Джерим Ричардс Ренни Кво Джейден Марчен Шаким Маккей | Эстафета 4×400 метров | 3.06,73   | 8      | —                    | —                    | —                    | —                    | завершили выступление | завершили выступление |

Женщины
| Спортсмен                                           | Дисциплина            | Забеги    | Забеги | Утеш. забеги          | Утеш. забеги          | Полуфиналы            | Полуфиналы            | Финал                 | Финал                 |
| Спортсмен                                           | Дисциплина            | Результат | Место  | Результат             | Место                 | Результат             | Место                 | Результат             | Место                 |
| --------------------------------------------------- | --------------------- | --------- | ------ | --------------------- | --------------------- | --------------------- | --------------------- | --------------------- | --------------------- |
| Мишель-Ли Ахье                                      | 100 м                 | 11,33     | 4      | завершила выступление | завершила выступление | завершила выступление | завершила выступление | завершила выступление | завершила выступление |
| Леа Бертран                                         | 100 м                 | 11,27     | 3 Q    | —                     | —                     | 11,37                 | 9                     | завершила выступление | завершила выступление |
| Акила Льюис Соул Фредерик Сана Фредерик Леа Бертран | Эстафета 4×100 метров | 43,99     | 8      | —                     | —                     | —                     | —                     | завершили выступление | завершили выступление |

Технические дисциплины
| Спортсмен      | Дисциплина            | Полуфиналы | Полуфиналы | Финал                 | Финал                 |
| Спортсмен      | Дисциплина            | Результат  | Место      | Результат             | Место                 |
| -------------- | --------------------- | ---------- | ---------- | --------------------- | --------------------- |
| Кешорн Уолкотт | Мужчины метание копья | 83,02      | 11 q       | 86,16                 | 7                     |
| Портиус Уоррен | Женщины толкание ядра | 17,22      | 22         | завершила выступление | завершила выступление |

## Плавание
Пловцы Тринидада и Тобаго выполнили требования для участия в двух мужских дисциплинах плавательного турнира Олимпиады (максимум два пловца, выполнивших Олимпийский квалификационный норматив (OST) или, возможно, Олимпийский рассматриваемый норматив (OCT)) и получили одно универсальное место в соревнования женщин.
Мужчины
| Спортсмен     | Дисциплина          | Заплывы | Заплывы | Полуфиналы            | Полуфиналы            | Финал                 | Финал                 |
| Спортсмен     | Дисциплина          | Время   | Место   | Время                 | Место                 | Время                 | Место                 |
| ------------- | ------------------- | ------- | ------- | --------------------- | --------------------- | --------------------- | --------------------- |
| Дилан Картер  | 50 м вольный стиль  | 22,18   | 29      | завершил выступление  | завершил выступление  | завершил выступление  | завершил выступление  |
| Дилан Картер  | 100 м вольный стиль | 49,35   | 34      | завершил выступление  | завершил выступление  | завершил выступление  | завершил выступление  |
| Зури Фергюсон | 100 м на спине      | 1.02,75 | 27      | завершила выступление | завершила выступление | завершила выступление | завершила выступление |